# Глиммер
«Глиммер» — кодовое название дезинформационной операции Второй мировой войны, которую провели объединенные вооруженные силы Великобритании, США, Канады и их союзников в ночь с 5 на 6 июня 1944 года на атлантическом побережье оккупировнной вермахтом Франции с целью ввести немецкое командование в заблуждение относительно настоящего направления вторжения сил союзников. 
Для операции использовали тонкие металлические листы, которые сбрасывали с английских и американских самолётов у побережья Па-де-Кале. Листы искажали радиолокационное эхо и указывали на экранах присутствие множества объектов большого размера, имитируя десантную операцию в этом регионе, что должно было насторожить немецких солдат. 
Также во время полёта бомбардировщики союзников буксировали небольшие беспилотные лодки, оснащённые транспондерами, которые должны имитировали коммуникационную сеть фиктивного флота. 
В результате операции немецкие службы разведки получили противоречивую информацию, что усилило гипотезу о том, что высадка в Нормандии — это диверсия, а реальное нападение союзников произойдёт в районе города Кале.